# Pasewalk
Pasewalk (/'pa:sëvalk) è una città del Meclemburgo-Pomerania Anteriore, in Germania. È capoluogo del circondario della Pomerania Anteriore-Greifswald.
A Pasewalk fu ricoverato Adolf Hitler per quattro mesi, dal 24 ottobre 1918 alla fine di gennaio 1919, a causa dell'inalazione di gas tossico sul campo di battaglia. Nel Mein Kampf egli fa risalire la formazione definitiva della propria Weltanschauung a questo periodo.

## Amministrazione

### Gemellaggi
Pasewalk è gemellato con:
- Norden
- Police
- Halen

## Sport

### Calcio
La squadra cittadina è l'FV Pasewalker, militante in Landesklasse II, l'ottavo livello del campionato. Gioca le partite allo Sportplatz in der Anlagen (4.000 posti).